# 姬路文学馆
姬路文学館（日语：／ Himeji Bungakukan */?），是位于日本兵库县姬路市的一座文學主題博物館。
1991年（平成3年）北館開館，1996年（平成8年）南館開館，均为安藤忠雄設計的現代建築。因为离姬路城很近，所以经常被编入海外观光旅行的路线。第一代馆长是中西进，之后经过上田正昭，现馆长是藤原正彦。開館同年获国土交通省的“手工乡土奖”。。从2015年（平成27年）6月8日开始进入改装工程，2016年（平成28年）7月30日重新开张。。

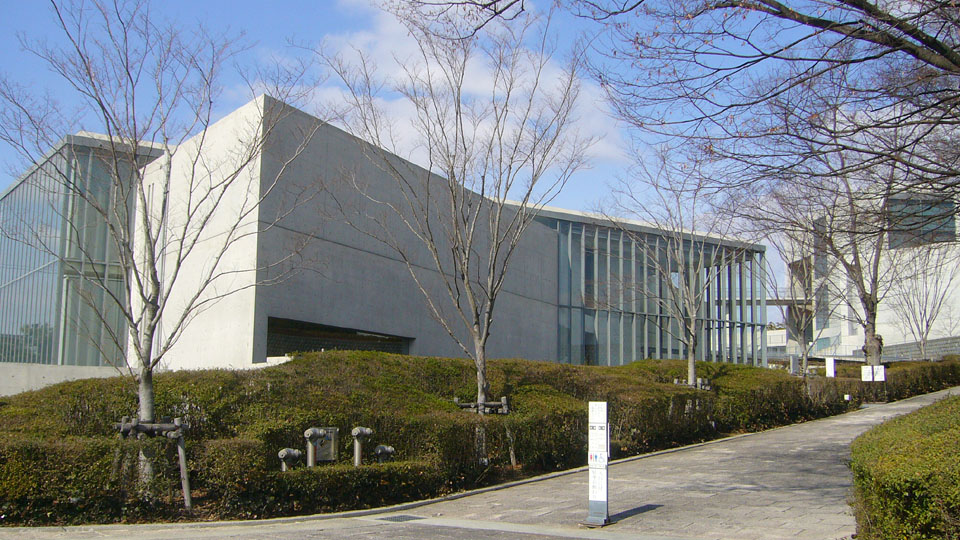
南館
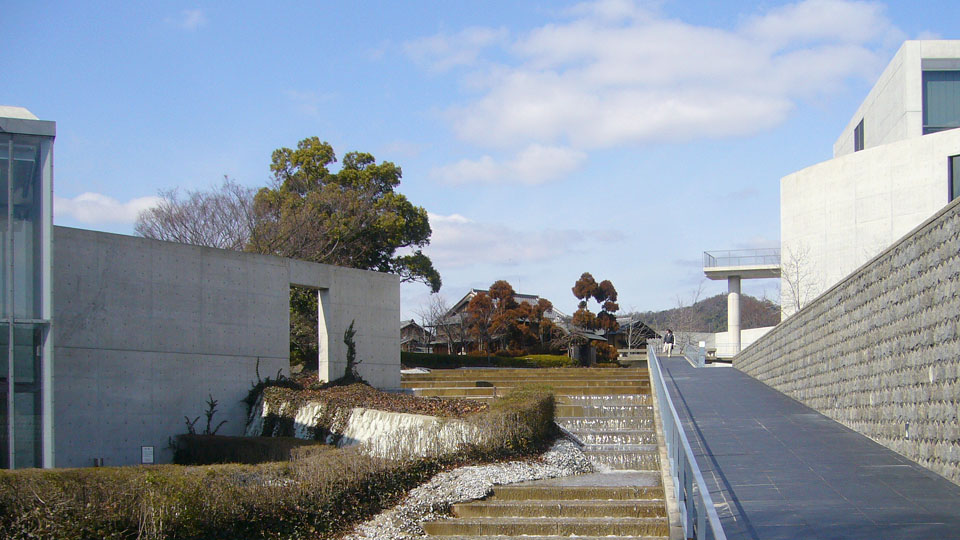
親水區
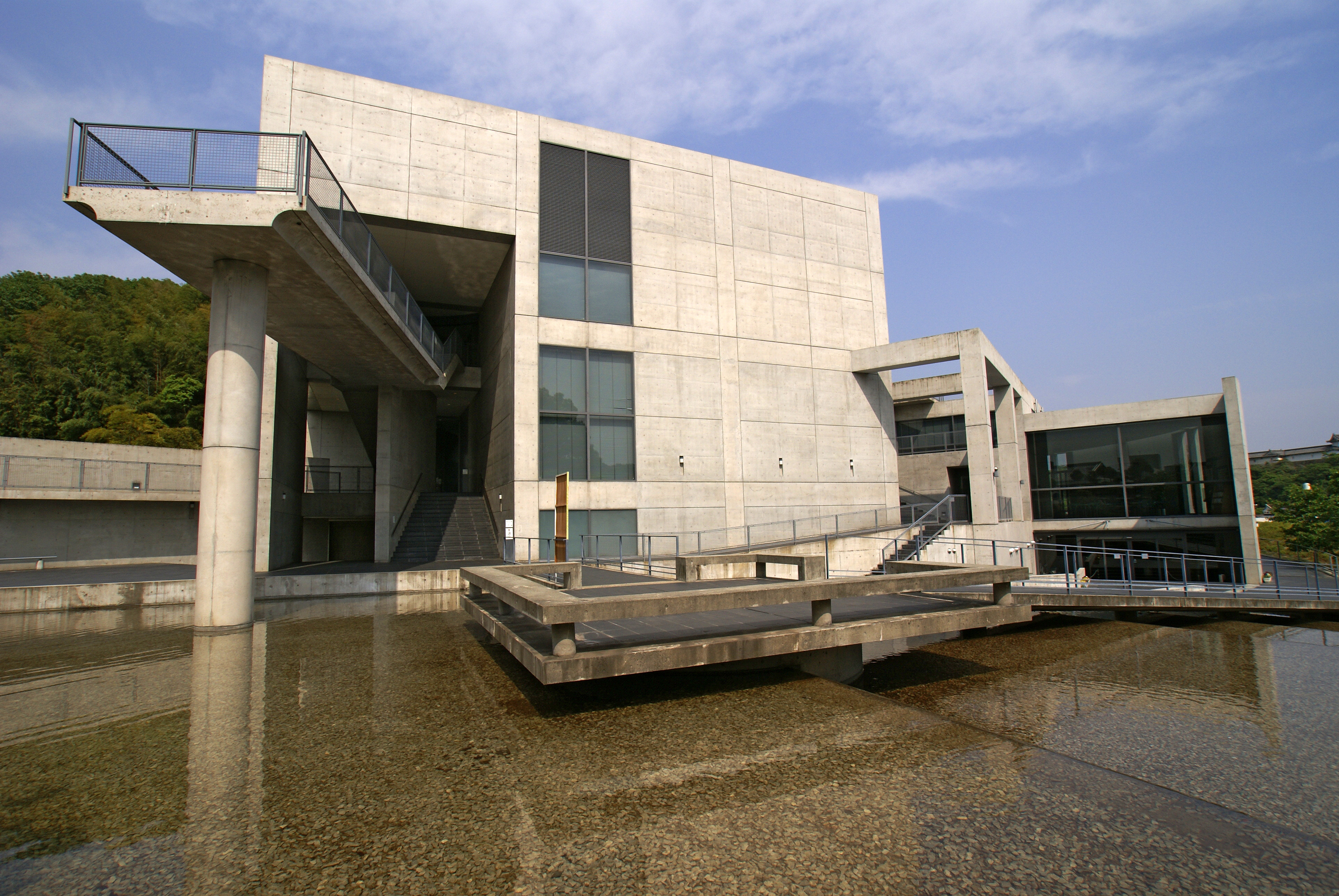
北館

## 施設
北館
- 播磨曼荼羅
- 文人展示室 - 椎名麟三、和辻哲郎、阿部知二、初井しづ枝、三上参次、辻善之助、井上通泰、有本芳水、岸上大作作品生平介绍
- 講堂（230席）
- 閲覧室

南館
- 司马辽太郎記念室
- 映像展示室
- 图书室

望景亭：
实业家濱本八治郎别墅，建于大正時代初期。
和室、茶室
、廊下
、棟門
、石垣

## 脚注
1. ↑   (PDF).   [2022-05-26]. （原始内容 (PDF)存档于2021-06-17）.
2. ↑  .   [2022-05-26]. （原始内容存档于2015-07-11）.
3. ↑  .   [2022-05-26]. （原始内容存档于2020-08-15）.
4. ↑  . 文化庁.   [2015-11-29]. （原始内容存档于2015-12-08）.
5. ↑  . 文化庁.   [2015-11-29]. （原始内容存档于2015-12-08）.
6. ↑  . 文化庁.   [2015-11-29]. （原始内容存档于2015-12-08）.
7. ↑  . 文化庁.   [2015-11-29]. （原始内容存档于2015-12-08）.
8. ↑  . 文化庁.   [2015-11-29]. （原始内容存档于2021-11-12）.

- 姬路文学館公式ホームページ （页面存档备份，存于）
- 姬路文学館(@himeji_bungaku)さん | Twitter （页面存档备份，存于）
- 姬路文学館 - ホーム | Facebook
- 姬路市｜姬路文学館 （页面存档备份，存于）

34°50′30.36″N 134°41′15.59″E / 34.8417667°N 134.6876639°E